# Rencontres à XV
Rencontres à XV est une émission de télévision sportive diffusée tous les samedis sur France 3. Elle est présentée aujourd'hui par Jean Abeilhou.

## Histoire
Le magazine est créé par Gérard Fournié en 1991. Il est d'abord intégré à un programme multisports de FR3, à 13 heures, une fois par semaine, puis le samedi 7 heures 30 pendant 26 minutes et qui prépare confiée à France 3 Toulouse, qui diffusait déjà un magazine régional de rugby. En 1992, Rencontres à XV se détache de cette émission et passe de 10 minutes (septembre-octobre 1992) à 26 minutes (1991-1992 puis depuis novembre 1992) dans une version exclusivement dédiée au ballon ovale mais est diffusée à des heures confidentielles (6 h ou 1 h du matin en semaine). À partir de 1998, l'émission est diffusée à 8 h le dimanche sur France 2.
L'émission fête son millième numéro le 18 décembre 2016.
Rencontres à XV a été retirée de la grille en juin 2021 l'émission quitte France 2 pour retrouver France 3 pour permettre la diffusion dominicale de Télématin le dimanche sur France 2 de 6h30 à 8h30 tout comme à l'époque celui du lundi au vendredi avec William Leymergie.
L'émission qui retrouve France 3 le samedi à 10 h 10 depuis le 2 octobre 2021 jusqu'au 5 juillet 2025.
La dernière fois du samedi 5 juillet 2025 l'émission fait ses adieux après 1336 émissions qui est créé cette émission mais Rugby Magazine continue sur France 3 Occitanie et Nouvelle-Aquitaine puis Noa (la chaîne locale par France 3).